# Правовая инициатива (Беларусь)
Правовая инициатива (бел. Прававая ініцыятыва) — правозащитная организация, которая занимается защитой прав человека в Белоруссии с 1996 года. Основные направления деятельности — просвещение в области прав человека и защита жертв нарушения прав человека. В 2020 году «Правовая инициатива» инициировала создание спецпроекта «Международный комитет по расследованию пыток в Беларуси».

## Цели, задачи, направления деятельности
«Правовая инициатива» выделяет два ключевых направления своей работы — защита жертв нарушения прав человека и просвещение в области прав человека.
Задачи организации
- Просвещение. «Правовая инициатива» стремится повысить в белорусском обществе уровень знаний о правах человека. С этой целью организация регулярно проводит правозащитные курсы[3], тренинги, образовательные мероприятия[4], распространяет образовательные материалы, популяризирует права человека через квизы[5] и игровые фильмы[6], а также ведет YouTube-канал[7], на котором рассказывает о нарушении прав человека в Белоруссии.
- Защита жертв нарушений прав человека. «Правовая инициатива» помогает пострадавшим от пыток и жесткого обращения защитить свои права, оказывает консультационные и правовые услуги, а также представляет интересы пострадавших в национальных и международных инстанциях.
- Информирование международных организаций о ситуации с правами человека в Белоруссии. «Правовая инициатива» осуществляет мониторинг нарушений прав человека на территории Белоруссии и информирует об этом международное сообщество. С 2010 года организация фокусируется на нарушении свободы от пыток и жестокого обращения.

Во всех аспектах своей работы «Правовая инициатива» стремится следовать основополагающим принципам правозащитной деятельности, акцентируя внимание на неотъемлемости, неделимости и универсальности прав человека, а также на необходимости соблюдения законности и справедливости.

## Хронология
«Правовая инициатива» была основана в 1996 году белорусским правозащитником и гражданским деятелем Борисом Звозсковым.
С 2017 года и по сегодняшний день председательницей Правовой инициативы является правозащитница и юристка Виктория Фёдорова.
До 2021 года организация вела активную деятельность в Белоруссии. Среди направлений работы были: мониторинг судов и армии, обучающие курсы и тренинги, написание жалоб в Комитет по правам человека, популяризация прав человека через организацию квизов, квестов, правозащитные фильмы и видео.
В 2020 году «Правовая инициатива» инициировала создание Международного комитета по расследованию пыток в Беларуси. В основании комитета приняли участие белорусские и международные правозащитные организации.
В марте 2021 руководство организации и часть активных членов покинули Белоруссию в связи с преследованием за правозащитную деятельность. Организация продолжила свою деятельность, а также документирование историй пострадавших от массовых пыток. Несмотря на репрессии, организация продолжает действовать.
В июне 2021 руководство Правовой инициативы зарегистрировало организацию в Литве VšĮ «Teisinė iniciatyva».
В рамках погрома общественных организаций в июле 2021 года прошли обыски у ряда членов правления Правовой инициативы, в том числе по месту регистрации председательницы Виктории Фёдоровой.
В июле 2021 года руководство организации узнало об обращении Министерства юстиции Республики Беларусь в Верховный суд Республики Беларусь с иском о приостановлении деятельности организации. Руководство организации выступило с заявлением о преследовании властями по политическим мотивам, а также что независимо от решения суда продолжит правозащитную деятельность.
5 октября 2021 Верховный суд Республики Беларусь ликвидировал Правовую инициативу.
7 октября 2024 года Комитет государственной безопасности Республики Беларусь признал Международный комитет по расследованию пыток экстремистским формированием.

## Деятельность организации

### Защита прав человека в Белоруссии
До 2021 года организация вела активную деятельность в пределах Белоруссии. Среди направлений деятельности были: мониторинг судов и армии, правозащитные курсы и тренинги, написание жалоб в Комитет по правам человека, организация квизов и квестов, съемка правозащитных фильмов и видео. Визитной карточкой организации был курс «Гражданин и следствие» — о том, как вести себя на допросе.
После 2020 года Правовая инициатива выпускает отчёт о нарушении прав человека в Белоруссии. Так, в 2023 году был опубликован отчёт «Пытки людей ЛГБТК+ и гомофобная политика режима», рассказывающий о том, как режим Лукашенко преследует представителей и представительниц ЛГБТК++. А также отчёт «Политические убийства и смерти по вине режима», систематизирующий информацию о смертях по вине режима.

### Противодействие пыткам
С 2010 года организация системно занималась защитой жертв пыток и жестокого, бесчеловечного обращения через обжалование на национальном и международном уровне. До того как режим Лукашенко упразднил возможность для белорусов и белорусок подачу жалоб в Комитет по правам человека, Правовой инициативой было выиграно 2 дела — Павел Барковский против Белоруссии и Егор Бобров против Белоруссии.
В 2020 году после протестов, вызванных фальсификацией президентских выборов и последовавшей волной беспрецедентного насилия, Правовая инициатива инициировала создание Международного комитета по расследованию пыток в Беларуси — специального проекта, целью которого является задокументировать как можно больше случаев пыток и сохранить все доказательства преступлений режима.
Также Правовая инициатива является инициатором альтернативного отчёта НГО в Комитет против пыток ООН.

### Неделя против пыток
«Неделя против пыток» — это просветительская кампания, которая реализуется в виде ежегодного цикла мероприятий, посвященных Международному дню в поддержку жертв пыток (26 июня). Цель кампании — привлечь внимание к пыткам в Белоруссии.
До 2020 года мероприятия проходили в Белоруссии. После того как организация вынуждена была покинуть страну из-за политического преследования, кампания обрела международный уровень и проводится в Литве, Польше и других странах.

### Обучение правам человека
Образование в области прав человека — одно из ключевых направлений деятельности Правовой инициативы. Организация регулярно проводит офлайн-курсы по правам человека, на которых знакомит начинающих правозащитников и правозащитниц с базовыми принципами правозащитной деятельности.
Кроме этого, правовая инициатива устраивает курсы и тренинги в нестандартных форматах, чтобы расширить аудиторию людей, интересующихся правами человека. Так, например, организация в 2023 году проводила «Кинотренинг», целью которого было научить участников и участниц снимать фильмы о правах человека.

### Популяризация прав человека
Кроме непосредственного обучения правам человека организация прилагает все усилия, чтобы популяризировать права человека. Правовая инициатива ведет свой YouTube-канал, на котором выкладывает фильмы и видеоролики о правах человека, проводит прямые эфиры с экспертами и экспертками.
Кроме этого организация снимает интерактивные игровые фильмы, посвященные правам человека. А в 2018 году Правовая инициатива сняла правозащитный сериал «Степаныч».
Правовая инициатива также специализируется на написании и проведении квизов по правам человека.

### Международная адвокация
В рамках международной адвокации Правовая инициатива активно участвует в международных форумах и организациях для привлечения внимания к нарушениям прав человека в Белоруссии.
На 52-й сессии Совета по правам человека ООН Виктория Фёдорова, занимая позицию председателя Правовой инициативы и будучи представительницей Международного комитета по расследованию пыток в Беларуси, подняла вопрос о критической ситуации с правами человека в стране. Несмотря на ранее выраженные опасения Совета в 2020 году, белорусские власти не предприняли эффективных шагов для улучшения ситуации. В своем выступлении Фёдорова указала на ухудшение кризиса в области прав человека в 2022 году, включая нормализацию пыток, массовое преследование оппозиционно настроенных граждан и поддержку Белоруссией российской агрессии против Украины.
В октябре 2023 года на Конференции ОБСЕ в Варшаве Виктория Фёдорова выступила с анализом проблемы безнаказанности властей Лукашенко, что является препятствием для прекращения репрессий, восстановления справедливости для жертв и проведения демократических преобразований.
На форуме «Будущее демократии» в Вильнюсе, проходившем 9-10 ноября, Фёдорова обратила внимание на потребности демократически активных граждан, работающих в условиях ограничений, и обсудила методы международной поддержки в критических ситуациях.
«Правовая инициатива» также активно занимается подготовкой и представлением докладов для международных организаций, включая Специального докладчика по ситуации с правами человека в Белоруссии, Специального докладчика ООН по вопросу о правах на свободу мирных собраний и ассоциаций, Московский механизм ОБСЕ и Специального докладчика ООН по вопросу о пытках. Эти доклады охватывают широкий спектр проблем, включая нарушение права на свободу от пыток, бесчеловечное обращение, нарушения прав человека в контексте войны в Украине и системные препятствия для судебной защиты в Белоруссии.
Таким образом, «Правовая инициатива» использует международные платформы для освещения нарушений прав человека в Белоруссии, стремясь привлечь внимание мирового сообщества к кризису прав человека в Белоруссии.

## Международный комитет по расследованию пыток в Беларуси

### Деятельность Международного комитета по расследованию пыток в Беларуси
Международный комитет по расследованию пыток в Беларуси — спецпроект Правовой инициативы, основанный вместе с белорусскими и международными правозащитными организациями.
После выборов 2020 года Белоруссия столкнулась с рекордным уровнем насилия. С 9 по 12 августа только официально задержали больше 7000 мирных протестующих. Точных цифр о количестве репрессированных за 2021 и 2022 год нет до сих пор, но счёт идет на тысячи. Репрессии продолжаются и после вторжения россии в Украину. Международный комитет по расследованию пыток в Беларуси был основан, чтобы фиксировать случаи массовых пыток и не допустить безнаказанности в будущем.
Международный комитет по расследованию пыток в Беларуси работает в соответствии с международными стандартами и входит в Международную платформу подотчётности Беларуси (IAPB) — коалицию независимых неправительственных организаций, которые объединили усилия для сбора, консолидации, проверки и сохранения доказательств грубых нарушений прав человека, представляющих собой преступления по международному праву, совершенных режимом Лукашенко после фальсификации выборов в 2020 году.
Основные направления деятельности Международного комитета по расследованию пыток в Беларуси
- Документирование случаев пыток. Международный комитет стремится задокументировать максимум случаев пыток и жесткого, бесчеловечного обращения, чтобы сохранить доказательства международных преступлений в Белоруссии до момента, когда в Белоруссии станут возможными справедливые суды и привлечение виновных к ответственности.
- Отчёты и расследования. На основе задокументированных историй Международный комитет составляет отчёты и проводит гражданские расследования. Цель этого — систематизация нарушений прав человека, создание хроники развития событий и фиксация потенциальных преступников.
- Универсальная юрисдикция. Международный комитет помогает пострадавшим начать расследование по их делу в другой стране с помощью механизма универсальной юрисдикции. Сейчас такое расследование ведется в Литве.

### Отчёты и расследования Международного комитета по расследованию пыток в Беларуси
Отчёты и доклады
1. «Массовые пытки в Беларуси. Первый промежуточный отчет». В этом отчёте приводится обзор ситуации в Белоруссии после фальсификации выборов в 2020 году.[33]
2. «Массовые пытки в Беларуси. Второй промежуточный отчет». В этом отчёте приводится обзор условий содержания и обращения с задержанными по политическим причинам в сентябре—ноябре 2020 года.[34]
3. «Массовые пытки в Беларуси. Третий промежуточный отчет». В этом отчёте приводится обзор пыток и жестокого обращения в отношении женщин.[35]
4. «Массовые пытки в Беларуси 2020—2021». В этом отчёте приводится обзор условий содержания в местах несвободы с августа 2020 года по май 2021 года.[36]
5. «Беларусь: преступления против человечности». В этом отчёте дается юридическая оценка преступлений, совершенных режимом Лукашенко.[37]
6. «Беларусь: скоординированная политика пыток». В этом отчёте приводится судебно-медицинская экспертиза 50 случаев пыток.[38]
7. «Беларуское участие в войне в Украине: режим и народ». В этом отчёте приводится обзор антивоенных действий граждан Белоруссии и реакция режима Лукашенко на поддержку Украины.[39]
8. «ГУБОПиК — карательное подразделение режима по борьбе с инакомыслием». В основу доклада легла информация о массовых нарушениях прав человека и преступлениях со стороны силовых органов в Белоруссии на протяжении 2020—2022 годов.[40]
9. «Пытки в Беларуси». В данном докладе приводится обзор ситуации кризиса прав человека в Белоруссии в преддверии принятия Комитетом против пыток ООН списка вопросов к Республике Беларусь.[41]

Гражданские расследования
1. «Пытки во Фрунзенском РУВД г. Минска 9-12 августа 2020 года». В данном расследовании описывает хронология событий во Фрунзенском РУВД г. Минска, которые происходили 9—12 августа 2020 года, приводится список потенциальных виновных и дается правовая оценка их действиям.[42]
2. «Пытки в ЦИП Окрестина 9-14 августа 2020 года». В данном расследовании описывает хронология событий в Центре изоляции правонарушителей на улице Окрестина в г. Минска, которые происходили 9—14 августа 2020 года, приводится список потенциальных виновных и дается правовая оценка их действиям.[43]
3. «Пытки в Советском РУВД г. Минска 9-13 августа 2020 года». В данном расследовании описывает хронология событий в Советском РУВД г. Минска, которые происходили 9—13 августа 2020 года, приводится список потенциальных виновных и дается правовая оценка их действиям.[44]
4. «Пытки в Центральном РУВД г. Минска 9-13 августа 2020 года». В данном расследовании описывает хронология событий в Центральном РУВД г. Минска, которые происходили 9—13 августа 2020 года, приводится список потенциальных виновных и дается правовая оценка их действиям.[45]